# Hệ thống giải đấu bóng đá Việt Nam
Hệ thống giải đấu bóng đá Việt Nam có hai giải đấu chuyên nghiệp, một giải đấu bán chuyên nghiệp và một giải đấu nghiệp dư bao gồm các câu lạc bộ bóng đá tại Việt Nam.

## Hệ thống theo thời kỳ
| Giai đoạn        | Cấp bậc 1                                   | Cấp bậc 1                                    | Cấp bậc 1                                    | Cấp bậc 1                                   | Cấp bậc 2                       | Cấp bậc 3                      | Cấp bậc 4                     |
| ---------------- | ------------------------------------------- | -------------------------------------------- | -------------------------------------------- | ------------------------------------------- | ------------------------------- | ------------------------------ | ----------------------------- |
| Trước thống nhất | Giải bóng đá vô địch miền Bắc               | Giải bóng đá vô địch miền Bắc                | Giải bóng đá vô địch miền Nam                | Giải bóng đá vô địch miền Nam               |                                 |                                |                               |
| 1975–1979        | Giải bóng đá vô địch miền Bắc (Hồng Hà)     | Giải bóng đá vô địch miền Trung (Trường Sơn) | Giải bóng đá vô địch miền Trung (Trường Sơn) | Giải bóng đá vô địch miền Nam (Cửu Long)    |                                 |                                |                               |
| 1980–1989        | Giải bóng đá A1 toàn quốc                   | Giải bóng đá A1 toàn quốc                    | Giải bóng đá A1 toàn quốc                    | Giải bóng đá A1 toàn quốc                   | Giải bóng đá A2 toàn quốc       |                                |                               |
| 1990–1996        | Giải bóng đá Các đội mạnh Toàn quốc         | Giải bóng đá Các đội mạnh Toàn quốc          | Giải bóng đá Các đội mạnh Toàn quốc          | Giải bóng đá Các đội mạnh Toàn quốc         | Giải bóng đá A1 toàn quốc       |                                |                               |
| 1997–2000        | Giải bóng đá hạng Nhất Quốc gia             | Giải bóng đá hạng Nhất Quốc gia              | Giải bóng đá hạng Nhất Quốc gia              | Giải bóng đá hạng Nhất Quốc gia             | Giải bóng đá hạng Nhì Quốc gia  |                                |                               |
| 2000–2001        | Giải bóng đá Vô địch Quốc gia Chuyên nghiệp | Giải bóng đá Vô địch Quốc gia Chuyên nghiệp  | Giải bóng đá Vô địch Quốc gia Chuyên nghiệp  | Giải bóng đá Vô địch Quốc gia Chuyên nghiệp | Giải bóng đá hạng Nhất Quốc gia |                                |                               |
| 2001–2002        | Giải bóng đá Vô địch Quốc gia Chuyên nghiệp | Giải bóng đá Vô địch Quốc gia Chuyên nghiệp  | Giải bóng đá Vô địch Quốc gia Chuyên nghiệp  | Giải bóng đá Vô địch Quốc gia Chuyên nghiệp | Giải bóng đá hạng Nhất Quốc gia | Giải bóng đá hạng Nhì Quốc gia |                               |
| 2002–2003        | Giải bóng đá Vô địch Quốc gia Chuyên nghiệp | Giải bóng đá Vô địch Quốc gia Chuyên nghiệp  | Giải bóng đá Vô địch Quốc gia Chuyên nghiệp  | Giải bóng đá Vô địch Quốc gia Chuyên nghiệp | Giải bóng đá hạng Nhất Quốc gia | Giải bóng đá hạng Nhì Quốc gia | Giải bóng đá hạng Ba Quốc gia |
| 2004–            | Giải bóng đá Vô địch Quốc gia               | Giải bóng đá Vô địch Quốc gia                | Giải bóng đá Vô địch Quốc gia                | Giải bóng đá Vô địch Quốc gia               | Giải bóng đá hạng Nhất Quốc gia | Giải bóng đá hạng Nhì Quốc gia | Giải bóng đá hạng Ba Quốc gia |

## Hệ thống hiện tại
| Cấp bậc | Giải đấu                                                 | Giải đấu                                                 |
| ------- | -------------------------------------------------------- | -------------------------------------------------------- |
| 1       | V.League 1 Giải bóng đá Vô địch Quốc gia 14 câu lạc bộ   | V.League 1 Giải bóng đá Vô địch Quốc gia 14 câu lạc bộ   |
| 2       | V.League 2 Giải bóng đá hạng Nhất Quốc gia 11 câu lạc bộ | V.League 2 Giải bóng đá hạng Nhất Quốc gia 11 câu lạc bộ |
| 3       | Giải bóng đá hạng Nhì Quốc gia 15 câu lạc bộ             | Giải bóng đá hạng Nhì Quốc gia 15 câu lạc bộ             |
| 3       | Bảng A 7 câu lạc bộ                                      | Bảng B 8 câu lạc bộ                                      |
| 4       | Giải bóng đá hạng Ba Quốc gia 16 câu lạc bộ              | Giải bóng đá hạng Ba Quốc gia 16 câu lạc bộ              |
| 4       | Bảng A 8 câu lạc bộ                                      | Bảng B 8 câu lạc bộ                                      |

## Giải đấu cúp

### Cúp Quốc gia
Tất cả các đội bóng thuộc V.League 1 và V.League 2 được tham dự Cúp Quốc gia.

### Siêu cúp quốc gia
Đội vô địch V.League 1 và đội vô địch Cúp Quốc gia sẽ thi đấu với nhau trong trận tranh Siêu cúp quốc gia vào đầu mùa giải tiếp theo. Trong trường hợp một đội vô địch cả V.League 1 và Cúp Quốc gia trong cùng một mùa giải (cú ăn 2), họ sẽ thi đấu với đội đoạt ngôi vị á quân V.League 1.

## Thành tích
| Giải đấu                        | Đương kim vô địch  | # | Vô địch nhiều nhất            | # |
| ------------------------------- | ------------------ | - | ----------------------------- | - |
| Giải bóng đá Vô địch Quốc gia   | Thép Xanh Nam Định | 3 | Hà Nội                        | 6 |
| Giải bóng đá Vô địch Quốc gia   | Thép Xanh Nam Định | 3 | Thể Công                      | 6 |
| Giải bóng đá hạng Nhất Quốc gia | Phù Đổng Ninh Bình | 1 | Đồng Tháp                     | 2 |
| Giải bóng đá hạng Nhất Quốc gia | Phù Đổng Ninh Bình | 1 | Bình Định                     | 2 |
| Giải bóng đá hạng Nhất Quốc gia | Phù Đổng Ninh Bình | 1 | Quảng Nam                     | 2 |
| Giải bóng đá hạng Nhất Quốc gia | Phù Đổng Ninh Bình | 1 | Thành phố Hồ Chí Minh         | 2 |
| Giải bóng đá hạng Nhất Quốc gia | Phù Đổng Ninh Bình | 1 | Long An                       | 2 |
| Giải bóng đá hạng Nhất Quốc gia | Phù Đổng Ninh Bình | 1 | Thể Công                      | 2 |
| Giải bóng đá hạng Nhì Quốc gia  | Quảng Ninh         | 1 | Bà Rịa – Vũng Tàu             | 2 |
| Giải bóng đá hạng Nhì Quốc gia  | Quảng Ninh         | 1 | Công an Hà Nội                | 2 |
| Giải bóng đá hạng Nhì Quốc gia  | Quảng Ninh         | 1 | Khánh Hòa                     | 2 |
| Giải bóng đá hạng Nhì Quốc gia  | Đại học Văn Hiến   | 1 | Ninh Bình                     | 2 |
| Giải bóng đá hạng Nhì Quốc gia  | Đại học Văn Hiến   | 1 | Tây Ninh                      | 2 |
| Giải bóng đá hạng Ba Quốc gia   | Gia Định           | 1 | Bà Rịa – Vũng Tàu             | 2 |
| Giải bóng đá hạng Ba Quốc gia   | Gia Định           | 1 | PVF                           | 2 |
| Giải bóng đá hạng Ba Quốc gia   | Quảng Ninh         | 1 |                               | 2 |
| Giải bóng đá hạng Ba Quốc gia   | Vĩnh Long          | 1 |                               | 2 |
| Cúp Quốc gia                    | Công an Hà Nội     | 1 | Becamex Thành phố Hồ Chí Minh | 3 |
| Cúp Quốc gia                    | Công an Hà Nội     | 1 | Hà Nội                        | 3 |
| Cúp Quốc gia                    | Công an Hà Nội     | 1 | Sông Lam Nghệ An              | 3 |
| Siêu cúp Quốc gia               | Thép Xanh Nam Định | 2 | Hà Nội                        | 5 |

## Giải đấu quốc tế
Hiện nay, bóng đá Việt Nam có hai suất tham dự AFC Champions League Two và hai suất tham dự ASEAN Club Championship. Trong đó, nhà vô địch V.League 1 được tham dự vòng bảng AFC Champions League Two nếu đủ điều kiện theo quy định của AFC còn nhà vô địch Cúp Quốc gia và á quân V.League 1 tham dự vòng bảng ASEAN Club Championship.